# Casimir Stryjeński
Casimir Stryjeński (orthographié Stryienski en France) né le 16 janvier 1853 à Carouge dans le canton de Genève et mort le 3 août 1912 à Patornay (Jura), est un professeur et homme de lettres franco-polonais,.
Sa notoriété est liée à la publication de nombreux posthumes de Stendhal qu'il réalisa entre 1888 et 1893, à ses travaux sur le règne de Louis XV et à ses écrits ou éditions sur la Pologne.

## Biographie

### Famille
Casimir est le fils d'Aleksander Stryjeński, ingénieur polonais et participant de l'insurrection polonaise de 1830 , et de la Française Pauline de Lestocq. Son père s'installe en Suisse en 1833, se marie en 1839 et, à partir de 1846, réside à Carouge où est né Casimir Stryjeński.
Casimir est le frère de l'architecte Tadeusz Stryjeński. Il a aussi une sœur prénommée Léocadie (1840-1902) dont il dit, dans une note du texte des Mémoires de la comtesse Potocka, qu'elle fut dame de compagnie de cette comtesse de 1862 à 1867. Il lui consacre une brochure, non commercialisée : Ma sœur Léocadie (1903). En tout, la fratrie Stryjeński compte six enfants,. 

Casimir Stryjeński se marie le 13 janvier 1880, à Paris avec Caroline Januszkiewicz. Tous les deux obtiennent la naturalisation française le 16 mars 1885. Ils ont eu deux fils, dont l'un est mort prématurément en octobre 1910, et une fille. En effet, à l'âge de cinquante-sept ans, Casimir Stryienski a la douleur de perdre son fils, Ladislas-Adrien-Casimir Stryienski, mort le 8 octobre 1910 dans sa vingt-sixième année : il était licencié ès-lettres et ancien élève de l'École des Chartes. 

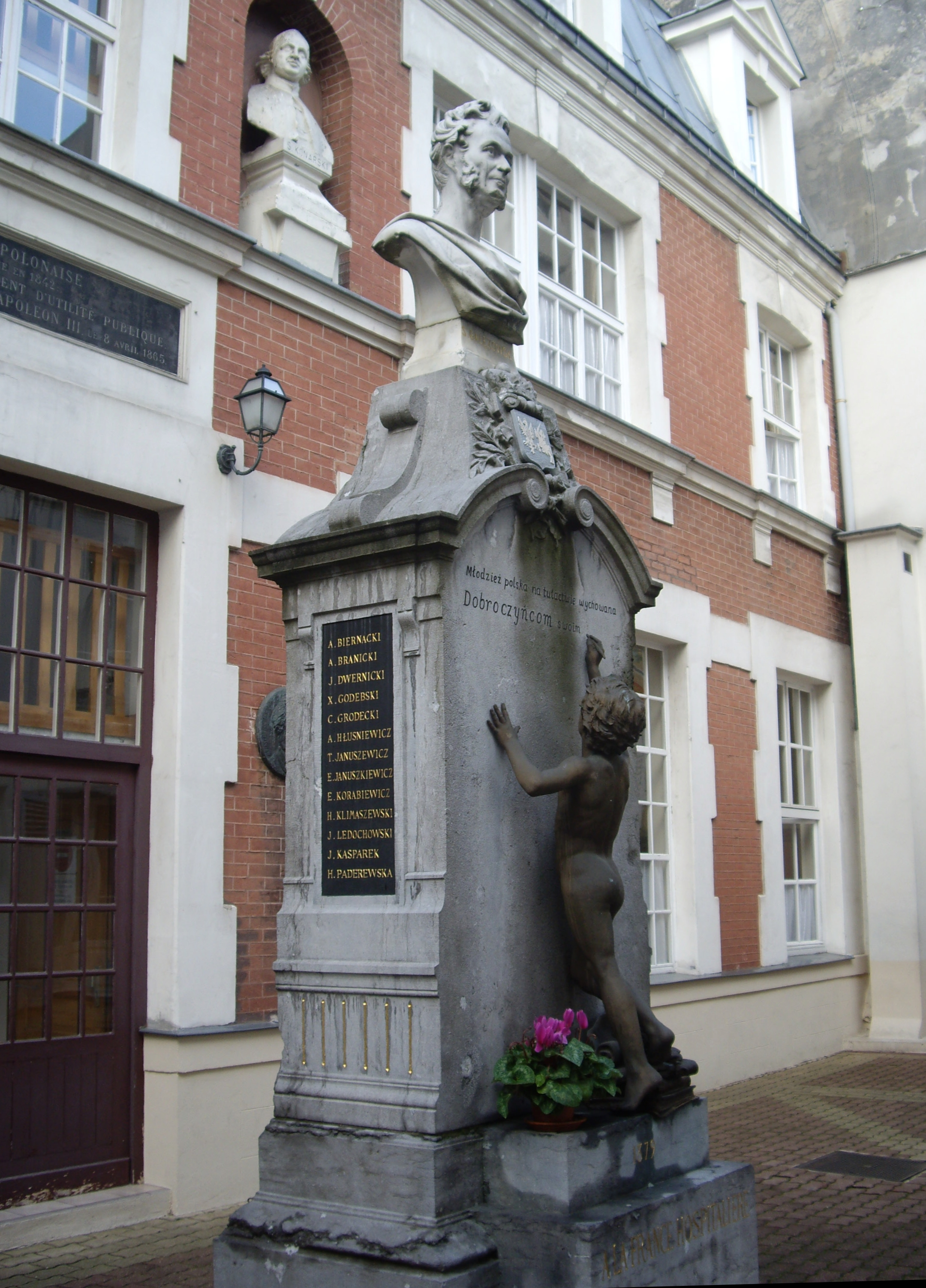
Cour de l'école polonaise des Batignolles.

### Formation
Casimir Stryienski étudie à l'École polonaise des Batignolles, qu'il quitte en 1869,, puis à Londres et de nouveau à Paris, à la faculté des lettres de l'université de la Sorbonne.

### Activité professionnelle

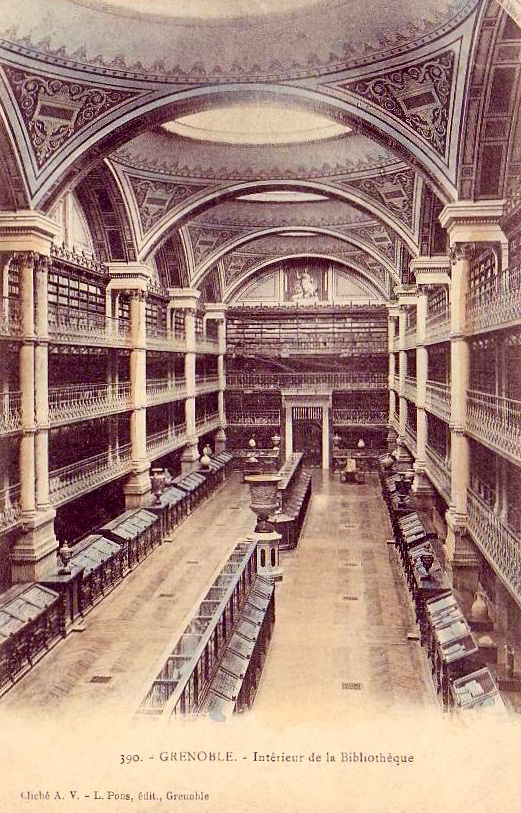
Grenoble, intérieur de la bibliothèque.

Il est professeur agrégé d'anglais au lycée de Versailles en 1880, puis au lycée de garçons de Grenoble et à la faculté des lettres de cette ville. En 1890, à la suite de sa demande de mutation, il est nommé à Paris, au lycée Montaigne. Il termine sa carrière professionnelle comme professeur honoraire au lycée Saint-Louis de Paris,,.
Installé à Grenoble, Casimir Stryienski peut accéder régulièrement à la considérable collection des papiers de Stendhal conservés à la bibliothèque municipale : « M. Stryienski habite Grenoble, ou plutôt dans Grenoble il habite la bibliothèque et dans la bibliothèque le fonds Beyle » écrit bonnement Paul Bourget en 1890.
Selon Victor Del Litto, son départ de Grenoble fait suite aux premières publications posthumes de Stendhal : «La presse parisienne réserva un accueil chaleureux à ces révélations qui apportaient des preuves tangibles de l'originalité d'un auteur dont on parlait de temps à autre, mais sur lequel on ne savait pas grand-chose. Il n'en fut pas de même à Grenoble où le bruit fait autour de Beyle-Stendhal, comme on disait, parut à la fois choquant et inopportun à cause du mauvais souvenir que l'écrivain avait laissé de lui. La réprobation à l'égard de ce découvreur venu de l'extérieur s'accentua lorsque, en 1890, celui-ci publia un texte considéré d'emblée comme infamant, la Vie de Henry Brulard, tant et si bien que ce stendhalien se sentant de trop demanda et obtint sa mutation à Paris».
En 1937, un chroniqueur au Figaro, Gérard Bauër qui signait Guermantes, a livré un témoignage rétrospectif,  mi-plaisant mi-sarcastique, sur l’attitude de Casimir Stryienski pendant ses cours au lycée Montaigne : «Mon professeur, rue Auguste-Comte , n’était pas borgne, mais il était stendhalien, ce qui était peut-être pire sous le rapport de l’anglais. Il se nommait Casimir Stryienski ; il était un homme aimable, cultivé ; mais il avait eu l’imprudence de rencontrer Stendhal, c’est-à-dire de mettre la main, en compagnie de Jean de Mitty, sur des inédits de la bibliothèque de Grenoble. Et il passait son temps à déchiffrer le cher Henri Beyle. Je ne voudrais pas faire à M. Martineau, dernière victime de Stendhal – et victime d’un dévouement sublime – nulle peine, même légère, mais Stendhal n’avait pas précisément une bonne écriture. Casimir Stryienski passait toutes ses classes penché sur Lamiel et Henri Brulard et ne prêtait qu’une attention négligente à nos progrès. Pour que nous lui laissions la paix, il nous avait appris une petite chanson : "Twinkle, Twinkle, little star" qu’il nous faisait chanter constamment, qu’il nous fit même chanter plusieurs années de suite. Il avançait lentement, pendant que nous chantions, dans la connaissance d’un Stendhal inconnu ; et nous, plus lentement encore que lui, dans la connaissance de l’anglais. Cette marche à l’étoile chantée de saison en saison, a fort retardé des connaissances qui n’ont pas besoin d’être aussi célestes et exigent simplement d’être pratiques : je m’en suis bien aperçu la première fois que j’ai été à Londres. La "petite étoile" de la chanson était d’un faible recours».

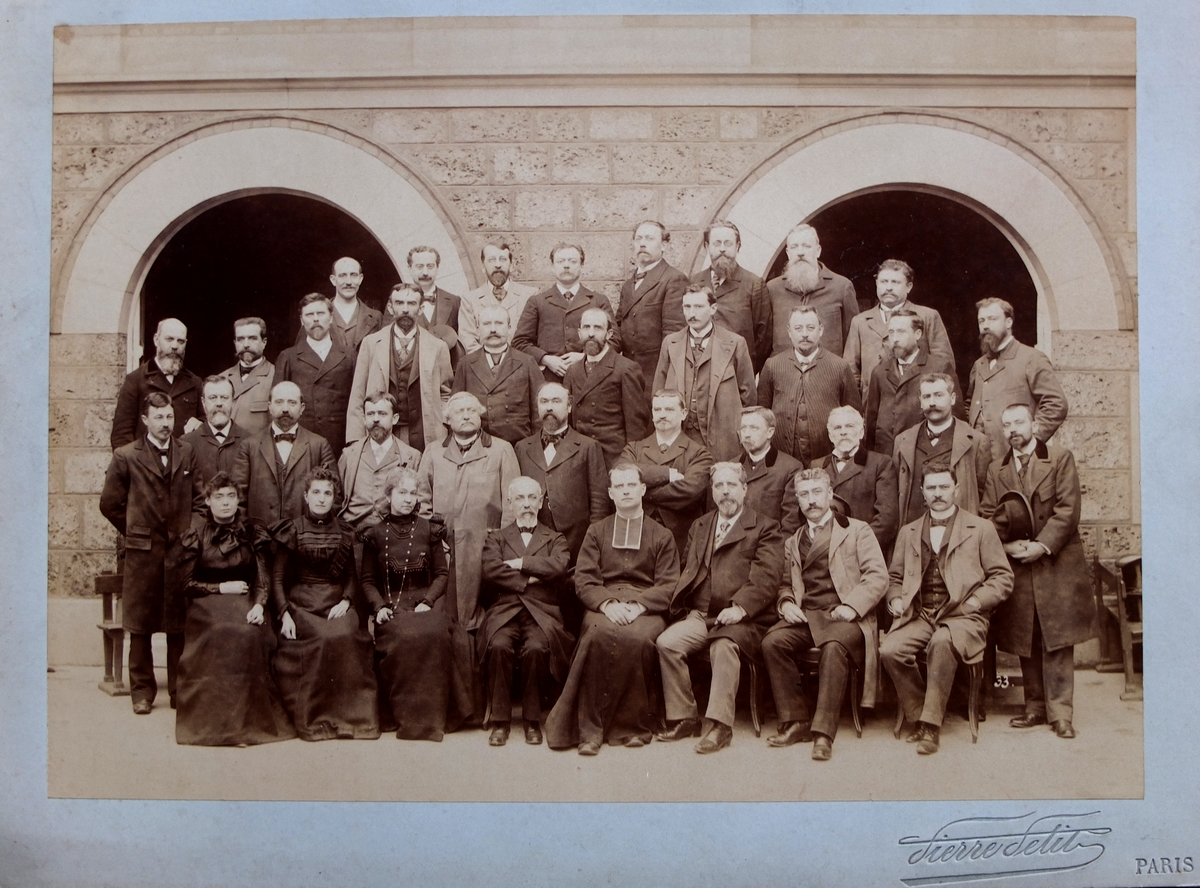
Professeurs du lycée Montaigne, 1897-1898.

### Accident mortel
Casimir Stryienski est mort peu après, des suites d'un accident automobile, survenu le 26 juillet 1912, aux environs de Dôle dans le Jura,.

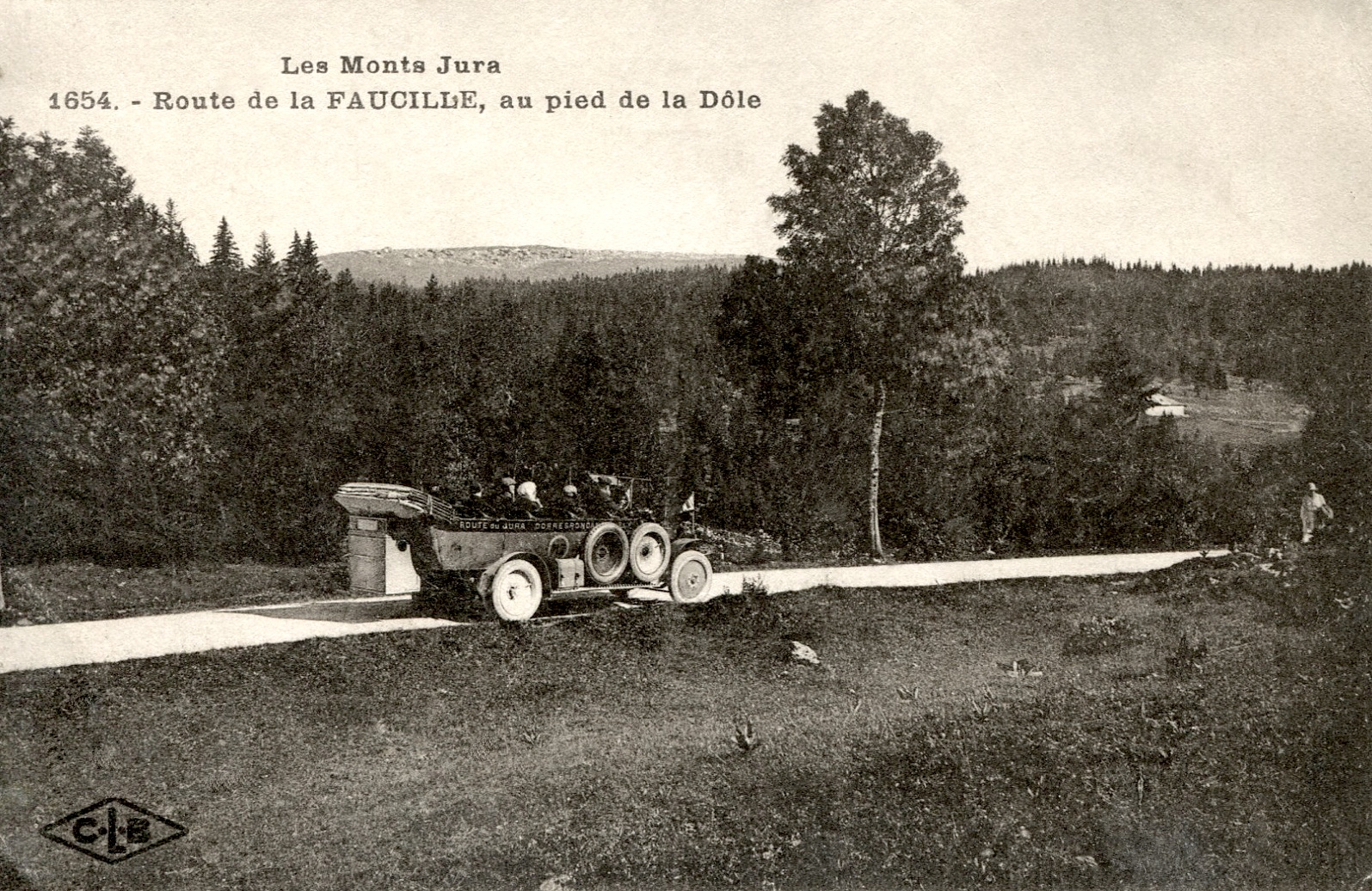
Promenade automobile dans le Jura, avant 1914.

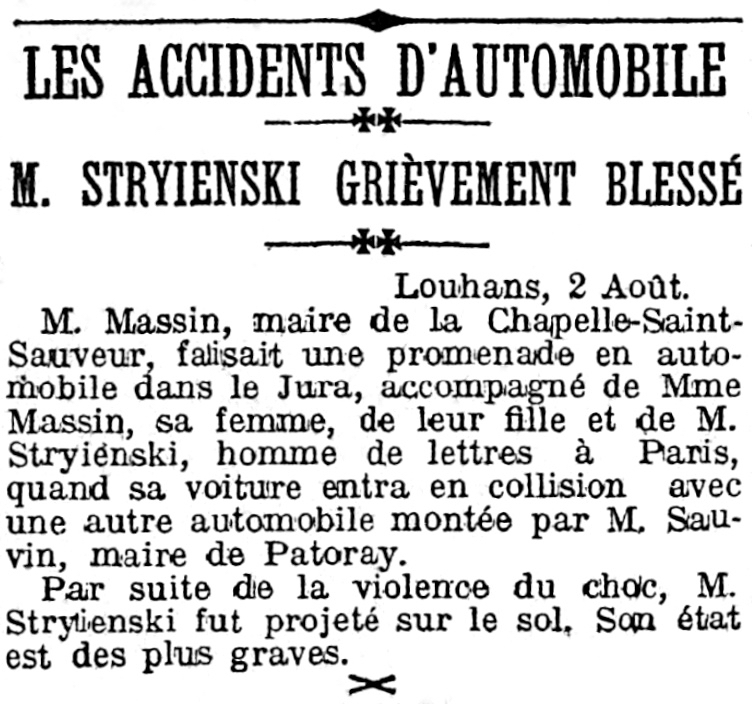
Le Petit Journal, 3 août 1912.

## Le découvreur de Stendhal
Stryjeński est un spécialiste reconnu de Stendhal. Il est le premier à déchiffrer quelques-uns des manuscrits stendhaliens de Grenoble.

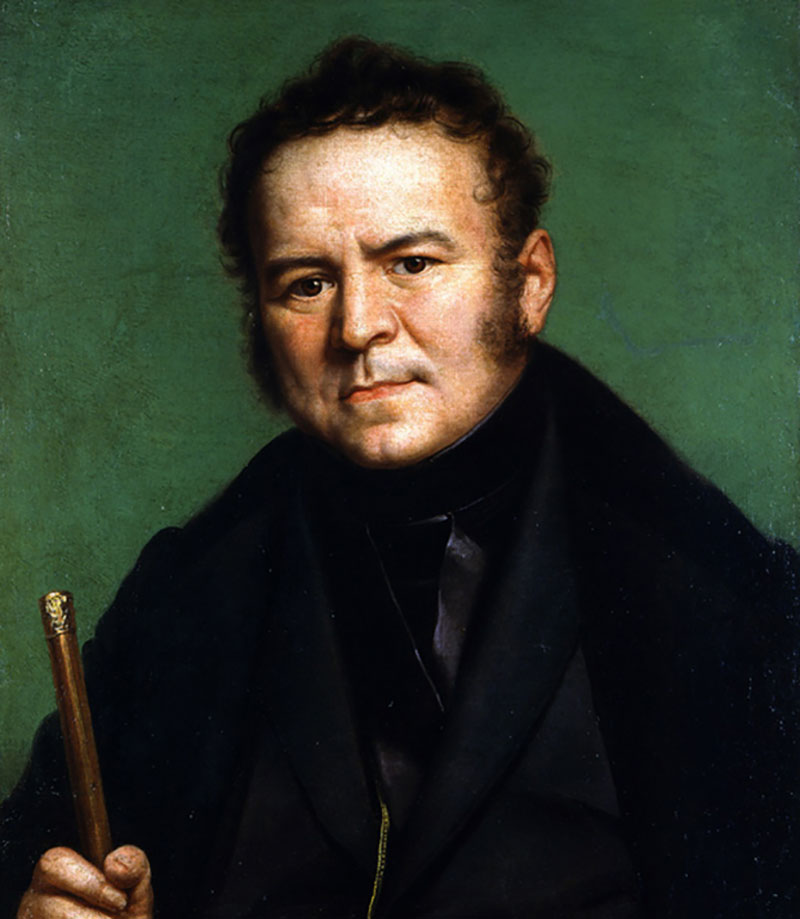
Stendhal, 1835.

### Découverte des manuscrits de Stendhal
L'exploration des manuscrits stendhaliens par Stryienski est racontée par Victor Del Litto.

### Publication des inédits

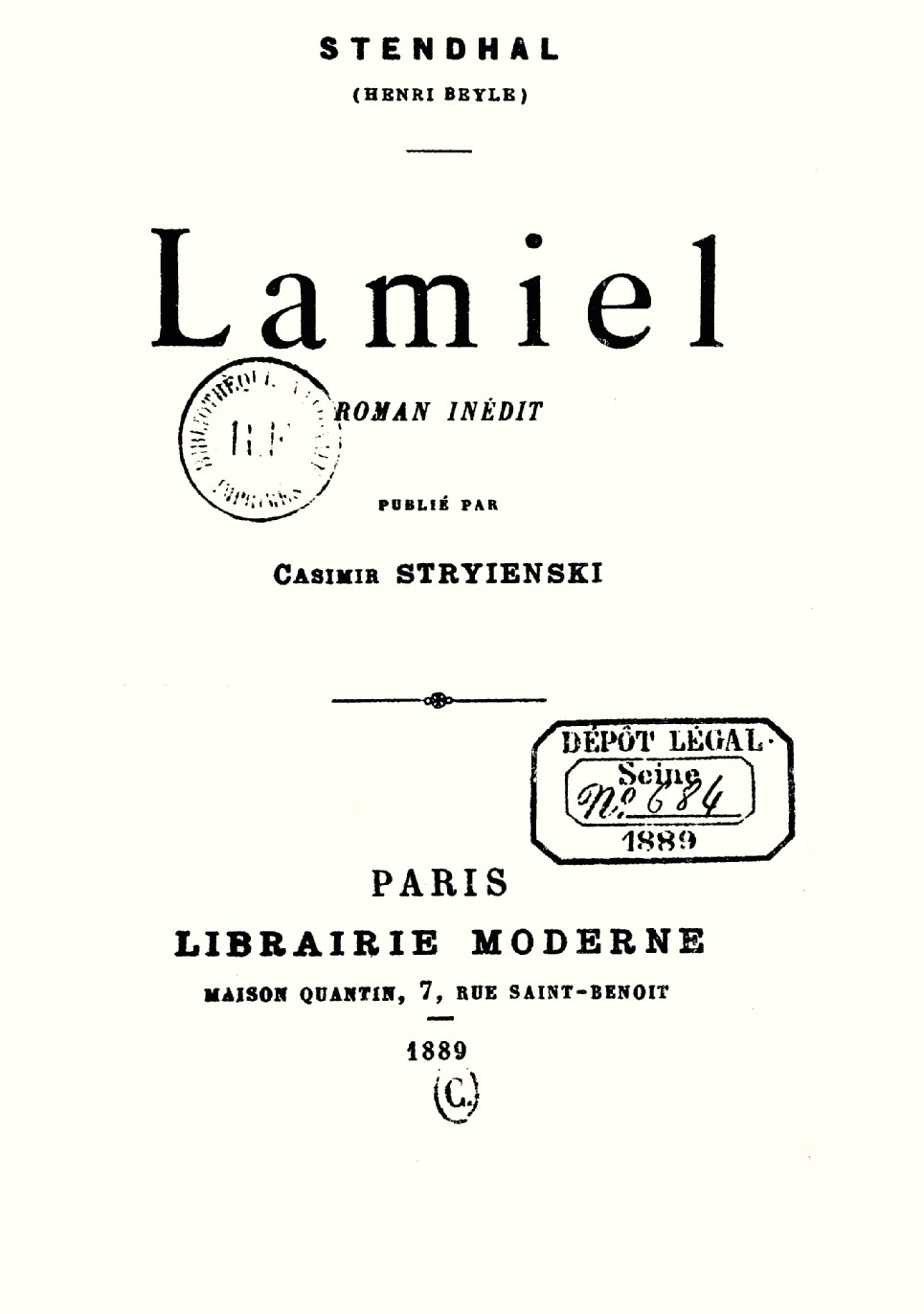
Stendhal, Lamiel, édition Stryienski, 1889.

On lui doit notamment la publication du Journal, de Lamiel, de la Vie de Henry Brulard et des Souvenirs d'égotisme. Il est à l'initiative du Stendhal Club, né en 1904.
En 1892, le critique littéraire Édouard Rod notait à propos des «fanatiques» de Stendhal : «M. Casimir Stryienski a consacré déjà plusieurs années à déchiffrer ses indéchiffrables manuscrits de Grenoble, à les classer et à les publier».

### La méthode de Stryienski
L'importance matérielle des manuscrits de Stendhal, qui comptaient 67 volumes et des liasses, en 1889 à la bibliothèque de Grenoble, et les difficultés de lecture de la graphie stendhalienne, sont à la source de redoutables défis de transcription et de choix éditoriaux. La méthode de restitution adoptée par Casimir Stryienski est diversement appréciée.
André Monglond (1888-1969), professeur à la faculté des lettres de Grenoble, se montrait assez critique en 1914 au sujet de l'édition de la Vie de Henry Brulard : «Stryienski, croyant sans doute obéir aux intentions de Stendhal, qui recommande maintes fois à son éditeur d'abréger ses bavardages, Stryienski avait beaucoup rogné, mais sans nous en avertir. Le principe de ces coupures paraît d'ailleurs bien incertain, et trop souvent arbitraire. Sans doute Stryienski supprime des redites et des longueurs, mais parfois aussi des passages d'un intérêt essentiel. Il semble que, en avançant dans le fourré inextricable du manuscrit, il se soit fatigué à mesure. Les premiers chapitres sont à peu près complets, les derniers pleins de coupes sombres (sic)».
Le philosophe Henri Delacroix écrit, après la parution du tome 1 du Journal de Stendhal dans l'édition de Henry Debraye en 1923 :«On sait de quelle manière Stryienski avait tronqué le Journal ; sans compter qu’il avait extrait de l’œuvre en préparation et jamais achevée que Stendhal avait appelée "Filosophia nova" tout ce qui pouvait sans trop d’invraisemblance rentrer dans le Journal ; de sorte que dans sa publication il y avait à la fois trop et trop peu. La présente remet tout en place. (…) On s’aperçoit avec stupeur que Stryienski avait laissé de côté certains passages fondamentaux pour la formation des idées essentielles de Stendhal. Par exemple, nous lisons pour la première fois (p. 224) une théorie de l’amour qui a bien son intérêt».
Béatrice Didier, grande spécialiste de l'autobiographie stendhalienne, note à propos du texte de la Vie de Henry Brulard : «On aurait aimé que le déchiffrement de Stryienski soit meilleur, plus exhaustif, mais comme le dit fort justement Victor Del Litto, il a droit à toute notre indulgence, car il fut le premier. (...) la fidélité de Stryienski au manuscrit a des limites que tous les stendhaliens connaissent et déplorent. (...) Mais ce qui est plus regrettable chez Stryienski, c'est cette idée - d'ailleurs fréquente surtout au XIXe siècle - que l'éditeur a le droit de sauter des passages, en particulier lorsqu'il s'agit d'écrits intimes».

## Les filles de Louis XV
Concerné par l'origine polonaise de l'épouse du roi Louis XV, Casimir Stryienski est l'auteur d'une étude historique parue en 1910 : Mesdames, filles de Louis XV. La Revue d'histoire moderne et contemporaine en a rendu compte dès sa parution.

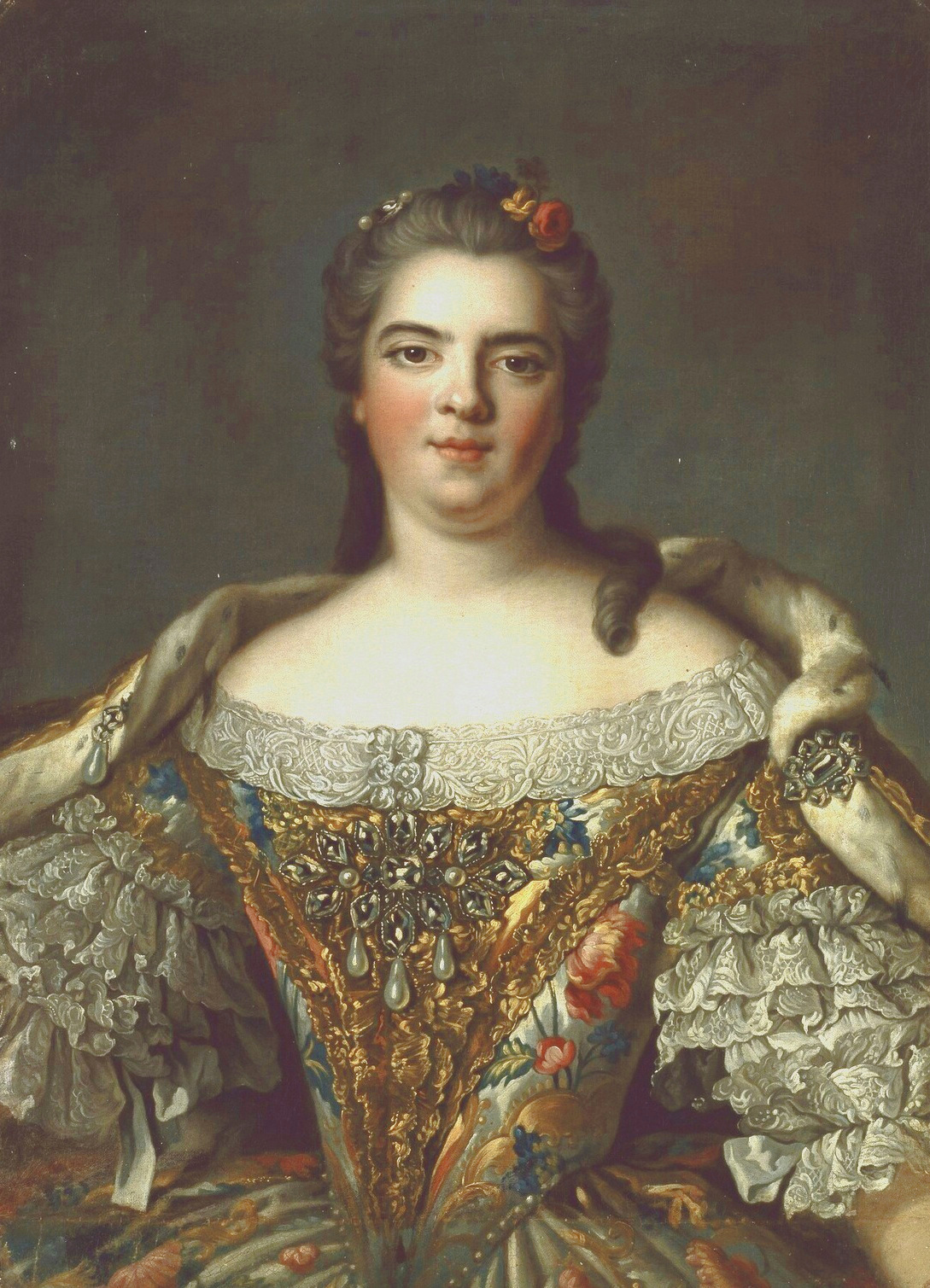
Louise-Élisabeth, duchesse de Parme.

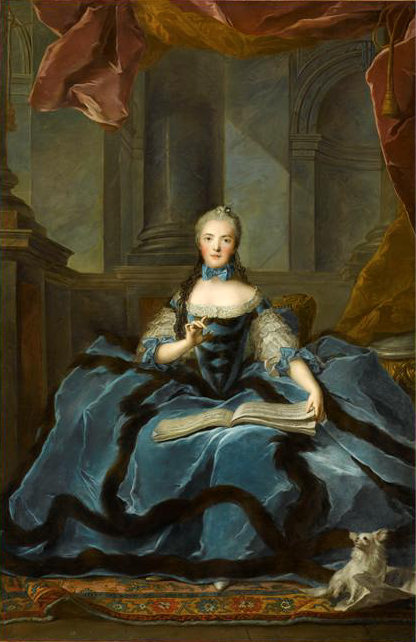
Madame Adélaïde, en 1758.

## Casimir Stryienski et la Pologne
Par son origine, son éducation familiale et scolaire, Casimir Stryienski a manifesté tout sa vie un tropisme pour la culture polonaise. Dans la nécrologie qu'il lui consacre, Adolphe Paupe a livré un extrait de lettre reçue de Stryienski le 19 décembre 1905 : « ... Mon fils (second) s'appelle Ladislas. Nous avons conservé les noms polonais dans notre famille, et c'est ainsi que s'appelait mon frère aîné, mort en Sibérie, victime de la tyrannie russe. »[réf. nécessaire].

### Cracovie
Il a consacré plusieurs ouvrages ou articles à la Pologne. En 1893-1894, paraît Une capitale d'autrefois, Cracovie. Le 8 mars 1894, Le Journal, dirigé par Fernand Xau, écrit : «Il ne faudrait pas croire cependant que tout son temps M. Stryienski le passe à compulser les papiers de Stendhal conservés à la Bibliothèque de Grenoble. je veux pour preuve des loisirs que laisse à M. Stryienski sa dévotion, la petite plaquette sur Cracovie (...). Elle a sa place à côté des villes mortes de Belgique et de Hollande, que M. Rodenbac a pareillement embaumées. En quelques pages, le voyageur attentif aux tableaux conducteurs et aux vieilles architectures chuchoteuses, évoque la capitale d'autrefois, la ville somptueuse des églises et fait surgir en fantômes l'histoire de la Pologne, des tombeaux de Casimir le Grand, de Jagellon, d'Étienne Batory, de Sobieski, de Kosciusko, de Poniatowski, d'Adam Mickiewicz».

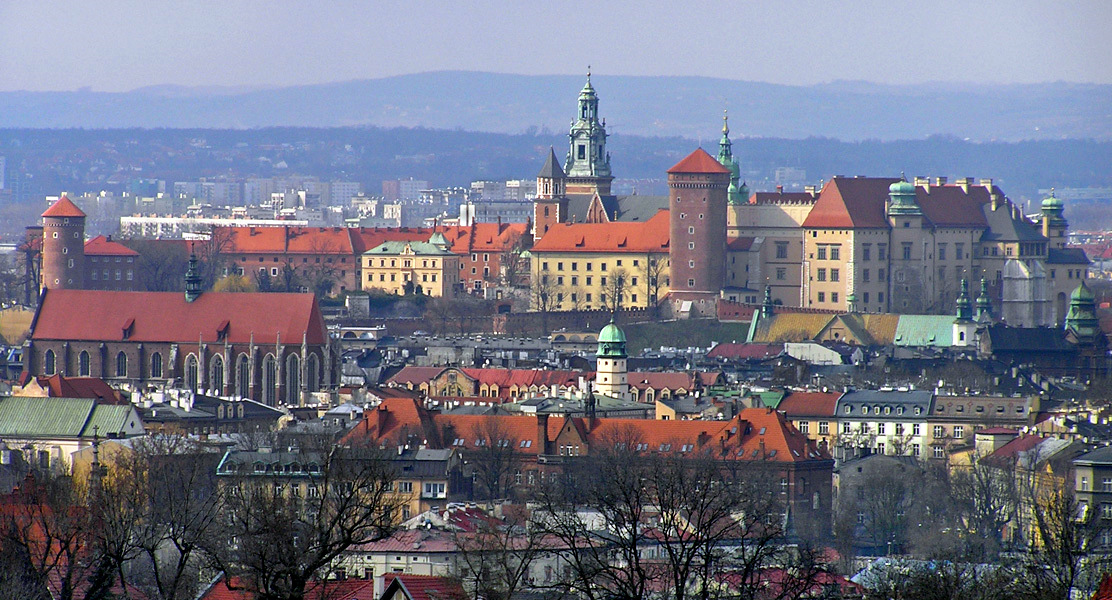
Cracovie, château des rois de Pologne.

## Casimir Stryienski, l'art et la peinture

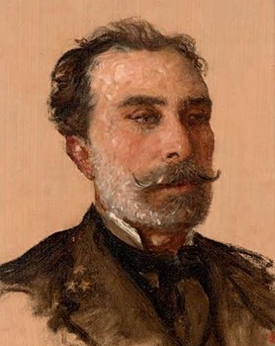
Landelle.

En 1911, est publiée la monographie que Casimir Stryienski a consacrée au peintre Charles Landelle (1821-1908). Landelle avait épousé Alice Letronne dont la sœur, Maria Letronne était la mère de Caroline Januszkiewicz, elle-même épouse de Casimir Stryienski. Ce dernier était donc le neveu par alliance du célèbre artiste qui le qualifiait d’«ami» et qu’il désigna comme légataire universel.
La Chronique des arts et de la curiosité écrit : «...Charles Landelle revit tout entier dans ce livre dicté par l'affectueuse piété d'un neveu qui connut sa vie dans tous ses détails. Pour écrire cette monographie, M. Casimir Stryienski n'a eu qu'à puiser dans le "livre de raison" où l'artiste consignait les événements principaux de son existence, dans les correspondances attachantes et dans mille souvenirs qu'aimait à conter Landelle. Avec ces éléments précieux, il a su composer (...) un livre extrêmement captivant dans sa sérieuse documentation».

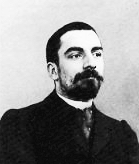
Louis Dimier.

Dans L’Action française, le critique d’art et écrivain, Louis Dimier, révèle un autre aspect de l’intérêt que portait Casimir Stryienski à la peinture.

## Publications

### Auteur
- Une capitale autrefois, Cracovie, 1883.
- Deux victimes de la Terreur, la princesse Rosalie Lubomirska, Mme Chalgrin, Girard et Villerelle, Paris, 1899, lire en ligne sur Gallica.
- La mère des trois derniers Bourbons, Marie-Josèphe de Saxe, et la cour de Louis XV : d'après des documents inédits tirés des archives royales de Saxe, des archives des Affaires étrangères, etc..., Girard et Villerelle, Paris, 1899, lire en ligne sur Gallica.
- Le secret de la Dauphine, 1901, lire en ligne sur Gallica.
- Ma sœur Léocadie, impr. W. Kundig & Fils, 1903 (non commercialisé).
- Le gendre de Louis XV, don Philippe, infant d'Espagne et duc de Parme, Calmann-Lévy, 1904, lire en ligne sur Gallica.
- Soirées du Stendhal Club : documents inédits, 1905, lire en ligne sur Gallica.
- Le Dix-huitième siècle, Hachette, 1909.
- Mesdames de France, filles de Louis XV, 1910.
- Une carrière d'artiste au XIXe siècle, Charles Landelle, 1821-1908, 1911.
- La galerie du Régent, Philippe, duc d'Orléans, 1913.

### Éditeur scientifique
- Stendhal, Journal, 1888.
- Stendhal, Lamiel, 1889.
- Stendhal, Vie de Henry Brulard, 1890.
- Stendhal, Souvenirs d'égotisme, 1893.
- Comtesse Potocka, Mémoires, 1794-1820, 1897.
- Mérimée, Sept lettres de Mérimée à Stendhal, 1898.
- Comtesse Potocka, Voyage d'Italie, 1826-1827, 1899.
- Stendhal, La Chartreuse de Parme, édition augmentée de deux chapitres inédits, 1901.
- Sénac de Meilhan, L'émigré, avec Frantz Funck-Brentano, 1904.

### Traducteur
- Eleanor Frances Poynter, Hetty (Among the hills), roman anglais, 1883.
- Dinah Maria Mulock Craik, Une noble femme, roman anglais, 1884.
- Richard Copley Christie, Étienne Dolet, le martyr de la Renaissance, sa vie et sa mort, trad. de l'anglais, 1886[n 5].